# Justel, Zamora
Justel là một đô thị trong tỉnh Zamora, Castile và León, Tây Ban Nha. Theo điều tra dân số 2007 đô thị này có dân số là 129 người.